# Дуэйк, Абдель Азиз
Абдель Азиз Салам Муртада Дуэйк (араб. عبد العزيز دويك‎, в русскоязычных СМИ также — Дуаик, Дувейк; род. 1948)
Пять раз попадал в израильские тюрьмы по обвинению в организации террористических актов.
В 1992 году депортирован в Ливан в числе 400 «наиболее опасных террористов».
Профессор географии, преподаёт в палестинском университете Бир-Зайт.
25 января 2006 года избран депутатом Палестинского законодательного совета II созыва по округу Хеврон от движения Хамас.
18 февраля 2006 года избран председателем Палестинского законодательного совета (за — 70 голосов из 132). В ночь с 5 на 6 августа 2006 года захвачен израильской армией в своём доме в Рамалле и вывезен в неизвестном направлении. Освобождён 22 июня 2009 года.
Дуэйк был снова арестован израильтянами 16 июня 2014 года после похищения и убийства трёх израильских подростков. Он был освобождён 9 июня 2015 года.
Женат, имеет семерых детей (по состоянию на февраль 2006).